# MTV Movie Awards 2012
Vyhlášení amerických filmových cen MTV 2012 se uskutečnilo 3. června 2012 v Universal Amphitheatre v Los Angeles v Kalifornii. Moderátorem ceremoniálu byl Russell Brand.

## Moderátoři a vystupující

### Moderátor
- Russell Brand

### Hudební vystoupení
- Martin Solveig (DJ)
- fun. feat. Janelle Monáe – „We Are Young“
- Wiz Khalifa – „Work Hard, Play Hard“
- The Black Keys feat. Johnny Depp – „Gold on the Ceiling“ a „Lonely Boy“

### Hosté
- Mark Wahlberg
- Mila Kunis
- Andrew Garfield
- Emma Stoneová
- Logan Lerman
- Ezra Miller
- Emma Roberts
- Kristen Stewart
- Chris Hemsworth
- Charlie Sheen
- Adam Sandler
- Andy Samberg
- Leighton Meesterová
- Joe Perry
- Steven Tyler
- Michael Fassbender
- Charlize Theron
- Kate Beckinsale
- Jessica Biel
- Matthew McConaughey
- Channing Tatum
- Joe Manganiello
- Martha MacIsaac
- Steve Carrell
- Anna Faris
- Jim Carrey
- Octavia Spencer
- Jason Sudeikis
- Christian Bale
- Joseph Gordon-Levitt
- Gary Oldman
- Christopher Nolan
- Jodie Foster

## Nominace a ocenění
| Film roku | Film roku |
| --- | --- |
| - Twilight sága: Rozbřesk – 1. část - Ženy sobě - Hunger Games - Harry Potter a Relikvie smrti – část 2 - Černobílý svět | |
| Nejlepší mužský výkon | Nejlepší ženský výkon |
| - Josh Hutcherson – Hunger Games - Joseph Gordon-Levitt – 50/50 - Ryan Gosling – Drive - Daniel Radcliffe – Harry Potter a Relikvie smrti – část 2 - Channing Tatum – Navždy spolu | - Jennifer Lawrenceová – Hunger Games - Rooney Mara – Muži, kteří nenávidí ženy - Emma Stoneová – Bláznivá, zatracená láska - Emma Watsonová – Harry Potter a Relikvie smrti – část 2 - Kristen Wiigová – Ženy sobě                                                                                                   |
| Nejodpornější scéna | Objev roku |
| - Kristen Wiigová, Maya Rudolph, Rose Byrne, Melissa McCarthy, Wendi McLendon-Covey a Ellie Kemper (Ženy sobě) - Bryce Dallas Howard (Černobílý svět) - Jonah Hill a Rob Riggle (21 Jump Street) - Nicholas D'Agosto (Nezvratný osud 5) - Tom Cruise (Mission: Impossible – Ghost Protocol) | - Shailene Woodley – Děti moje - Elle Fanning – Super 8 - Melissa McCarthy – Ženy sobě - Rooney Mara – Muži, kteří nenávidí ženy - Liam Hemsworth – Hunger Games |
| Nejlepší obsazení | Nejlepší transformace na scéně |
| - Daniel Radcliffe, Rupert Grint, Emma Watsonová a Tom Felton – Harry Potter a Relikvie smrti – část 2 - Kristen Wiigová, Maya Rudolph, Rose Byrne, Melissa McCarthy, Wendi McLendon-Covey a Ellie Kemper – Ženy sobě - Jennifer Lawrenceová, Josh Hutcherson, Liam Hemsworth, Elizabeth Banks, Woody Harrelson, Lenny Kravitz a Alexander Ludwig – Hunger Games - Jonah Hill, Channing Tatum, Ice Cube, Dave Franco, Ellie Kemper, Brie Larson a Rob Riggle – 21 Jump Street - Emma Stoneová, Viola Davis, Bryce Dallas Howard, Octavia Spencer a Jessica Chastainová – Černobílý svět | - Elizabeth Banks – Hunger Games - Rooney Mara – Muži, kteří nenávidí ženy - Johnny Depp – 21 Jump Street - Michelle Williamsová – Můj týden s Marilyn - Colin Farrell – Šéfové na zabití |
| Nejlepší souboj | Nejlepší polibek |
| - Jennifer Lawrenceová a Josh Hutcherson vs. Alexander Ludwig – Hunger Games - Daniel Radcliffe vs. Ralph Fiennes – Harry Potter a Relikvie smrti – část 2 - Tom Cruise vs. Michael Nyqvist – Mission: Impossible – Ghost Protocol - Channing Tatum a Jonah Hill vs. the Kid Gang – 21 Jump Street - Nicholas D'Agosto vs. Miles Fisher – Nezvratný osud 5 | - Robert Pattinson a Kristen Stewart – Twilight sága: Rozbřesk – 1. část - Channing Tatum a Rachel McAdams – Navždy spolu - Jennifer Lawrenceová a Josh Hutcherson – Hunger Games - Emma Watsonová a Rupert Grint – Harry Potter a Relikvie smrti – část 2 - Ryan Gosling a Emma Stoneová – Bláznivá, zatracená láska |
| Nejlepší komediální výkon | Nejlepší zloduch |
| - Melissa McCarthy – Ženy sobě - Jonah Hill – 21 Jump Street - Kristen Wiigová – Ženy sobě - Oliver Cooper – Projekt X - Russell Brand – Hop | - Jennifer Aniston – Šéfové na zabití - Bryce Dallas Howard – Černobílý svět - Jon Hamm – Ženy sobě - Oliver Cooper – Projekt X - Colin Farrell – Šéfové na zabití |
| Nejlepší hudební moment | Nejlepší latino výkon |
| - LMFAO – „Party Rock Anthem“ (21 Jump Street) - College with Electric Youth – „A Real Hero“ (Drive) - The Chemical Brothers – „The Devil Is in the Details“ (Hanna) - Figurine — „IMpossible“ (Zamilovaní) - Kid Cudi — „Pursuit of Happiness (Steve Aoki remix)“ (Projekt X) | - Zoe Saldana – Colombiana - Diego Luna – Casa de Mi Padre - Demián Bichir – Za lepší život - Penélope Cruz – Piráti z Karibiku: Na vlnách podivna - Harmony Santana – Gun Hill Road |
| Nejlepší hrdina | |
| - Daniel Radcliffe – Harry Potter a Relikvie smrti – část 2 - Chris Evans – Captain America: První Avenger - Channing Tatum – 21 Jump Street - Jennifer Lawrenceová – Hunger Games - Chris Hemsworth – Thor | |

### MTV Generation Award
- Johnny Depp

### MTV Trailblazer Award
- Emma Stoneová